# Lucio Gera

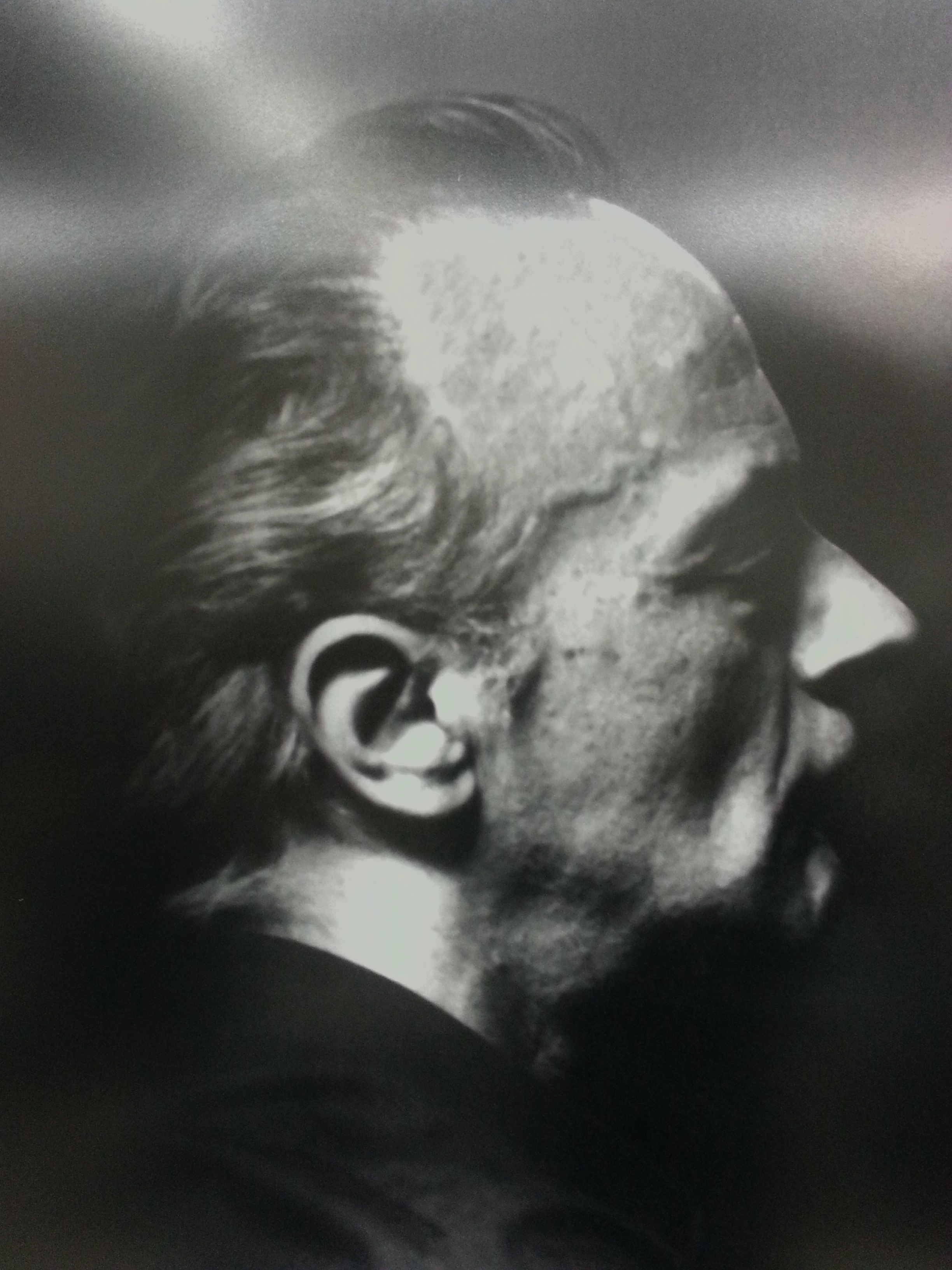
Lucio Gera.
Audimax der Theologischen Fakultät, Päpstliche Katholische Universität von Argentinien, Buenos Aires

Lucio Gera (* 17. Januar 1924 in Pasiano di Pordenone, Friaul-Julisch Venetien, Italien; † 7. August 2012 in Buenos Aires, Argentinien) war ein argentinischer katholischer Theologe. Er gilt als prägender theologischer Lehrer von Papst Franziskus.

## Leben
Lucio Gera wurde in Pasiano, Provinz Pordenone in Norditalien geboren. 1929 wanderte seine Familie nach Argentinien aus. Gera wuchs in Villa Devoto auf, studierte Theologie, wurde 1947 in Buenos Aires zum Priester geweiht und war bis 1951 Kaplan. Danach setzte er sein Studium fort, zunächst in Rom, wo er 1953 das Lizentiat erwarb, und später in Bonn. Dort wurde er 1956 mit einer von Johann Auer betreuten Dissertation über „Die geschichtliche Entwicklung der Transsubstantiationslehre von Thomas von Aquin zu Johannes Duns Scotus“ promoviert.
1957 wurde er Professor für Dogmatik an der Theologischen Fakultät der Universidad Católica Argentina in Buenos Aires und deren erster Dekan. Außerdem lehrte er am dortigen Priesterseminar und war zugleich Geistlicher Begleiter der Bewegung der katholischen Studenten (Juventud Universitaria Católica - JUC), des argentinischen Zweiges des Movimiento Internacional de Estudiantes Católicos (MIEC) / Juventud Estudiantil Católica Internacional (JECI). Mit der JUC begründete er 1965 die Schüler- und Studentenwallfahrten nach Luján.
Dem Lateinamerikanischen Bischofsrat (CELAM) arbeitete Gera in dessen Equipo de Reflexión Teológico-Pastoral zu. Bei der ersten vom CELAM einberufenen und von Ivan Illich geleiteten Konferenz lateinamerikanischer Theologen im März 1964 in Petrópolis hielten Lucio Gera, Juan Luis Segundo und Gustavo Gutiérrez die Hauptreferate über „Die Bedeutung der christlichen Botschaft im Kontext von Armut und Unterdrückung“, in denen – ohne dass dieser Begriff fiel – bereits viele Anliegen der Theologie der Befreiung zur Sprache kamen. Gera warb dabei für eine auf das geknechtete Volk hörende (statt bloß lehrende) Theologie. Als „Perito Asesor“ (theologischer Berater) nahm er an den beiden Generalversammlungen des lateinamerikanischen Episkopates 1968 in Medellín und 1979 in Puebla teil und war Autor von Textentwürfen für die Dokumente beider Versammlungen. Bei der Generalversammlung in Puebla leitete er die Kommission Kultur und Volksfrömmigkeit (Kommission 7). Nicht zuletzt ihm ist es zu verdanken, dass die Anstöße der Bischofsversammlung in Medellín zumindest in Teilen der Kirche in Argentinien Kreise zogen. Papst Paul VI. berief ihn bei deren Gründung 1969 in die Internationale Theologenkommission. Diese bestellte ihn zum Sekretär ihrer von Karl Rahner geleiteten Unterkommission zur „Theologie der Hoffnung“. Seit 1986 gehörte er dem Päpstlichen Rat für die Laien an.
Lucio Gera ist einer der Väter der Theologie der Befreiung. Im Januar 1968 hielt er bei der Vollversammlung der katholischen Studenten (JUC) einen Vortrag, der über diesen Kreis hinaus ein starkes Echo fand. Der Theologie legte er die Analyse der herrschenden Verhältnisse zugrunde – ein Ansatz, der für die Methode der entstehenden Theologie der Befreiung wegweisend wurde. Sein Vortrag wurde sogleich transkribiert, hektographiert und vom lateinamerikanischen Sekretariat des MIEC/JECI verbreitet. Gustavo Gutiérrez bezog sich in seinen Vorträgen bei einer Studienwoche für Priester und Ordensschwestern in Chimbote (Peru) im Juli 1968, aus denen das 1971 erschienene, namensgebende Buch „Theologie der Befreiung“ hervorging, ausdrücklich auf die Anregungen von Gera. Gera selbst begann ein Jahr später, 1972, in Buenos Aires Kurse zur Befreiungstheologie zu halten. Er war Mitglied der Bewegung „Priester für die Dritte Welt“ (Movimiento de Sacerdotes para el Tercer Mundo – MSTM).
Über seine Beiträge zur Theologie der Befreiung hinaus arbeitete Gera vor allem an einer „Theologie der Kulturen“ und einer „Theologie des Volkes“. Dazu erforschte die Volksfrömmigkeit zumal seiner argentinischen Heimat.
Lucio Gera starb am 7. August 2012 in Buenos Aires. Auf Veranlassung von Erzbischof Jorge Mario Bergoglio wurde er in der ansonsten den Bischöfen vorbehaltenen Krypta der Kathedrale von Buenos Aires bestattet. Diese Entscheidung erregte Aufsehen und wurde in Argentinien als Zeichen von Bergoglios Wertschätzung der „Kirche der Armen“ verstanden. Auf den Grabstein ließ Bergoglio die Inschrift setzen: „Maestro en teología“ („Lehrer in Theologie“).

## Schriften
- Evolutio historica doctrinae transsubstantiationis a Thoma de Aquino ad Ioannem Duns Scotum. Dissertation, Bonn 1956.
- Teologia de la trinidad. Pontificia Universidad Católica Argentina, Buenos Aires 1968.
- Reflexión Teológica. In: Rolando Concatti, Domingo Bresci (Red.): Sacerdotes para el Tercer Mundo. Crónica, documentos, reflexión (Reihe: Publicaciones del Movimiento). Movimiento de Sacerdotes para el Tercer Mundo, Buenos Aires 1970, S. 198–233.
- Teología de la liberación. Movimiento Internacional de Estudiantes Católicos / Juventud Estudiantil Católica Internacional. Centro de Documentación del Secretariado Latinoamericano MIEC-JECI, Lima 1972.
- Teología de la Liberación. In: François Houtart, Ivan Illich u. a. (Hg.): Del Subdesarrollo a la Liberación. Madrid 1974, ISBN 84-288-0275-0, S. 71–106.
- La Iglesia frente a la situación de dependencia. In: Lucio Gera, Aldo Bünting, Osvaldo Catena: Teología pastoral y dependencia. Guadalupe, Buenos Aires 1974, S. 9–64.
- Pueblo, religión del pueblo e Iglesia. In: Teología. Revista de la Facultad de Teología de la Pontificia Universidad Católica Argentina. ISSN 0328-1396. Heft 26/27 (1976), S. 99–123.
- El documento de Puebla. Visión de conjunto. Servicio de Documentación e Información del Instituto de Cultura Religiosa Superior, Buenos Aires 1980.
- Evangelisierung und Förderung des Menschen. In: Peter Hünermann, Juan Carlos Scannone, Carlos María Galli (Hg.): Lateinamerika und die Katholische Soziallehre. Band 1: Wissenschaft, kulturelle Praxis, Evangelisierung: methodische Reflexionen zur katholischen Soziallehre.  Matthias-Grünewald-Verlag, Mainz 1993, ISBN 3-7867-1700-1, S. 245–299.
- La teología de los procesos históricos. In: Teología. Revista de la Facultad de Teología de la Pontificia Universidad Católica Argentina. ISSN 0328-1396. Heft 87 (2005), S. 259–279.
- Memoria y esperanza: El camino de la renovación. In: Silvia Kot (Hg.): Ser Católico hoy frente al tercer milenio. Manrique Zago Ediciones, Buenos Aires 1997, ISBN 987-509-019-0, S. 103–131.
- (als Mitverfasser) La iglesia y el país. Edición Búsqueda, Buenos Aires 1967.
- (mit Guillermo Rodríguez Melgarejo) Apuntes para una interpretación de le Iglesia argentina. Centro de Documentación del Secretariado Latinoamericano MIEC-JECI, Montevideo 1970.
- (als Mitverfasser) Sacerdotes para el Tercer Mundo. Publicaciones del Movimiento Sacerdotes para el Tercer Mundo, Buenos Aires 1970.
- (als Mitverfasser) Teología, pastoral y dependencia. Edición Guadalupe, Buenos Aires 1974.
- (mit Gerardo Tomás Farrell) Hacia una pastoral del mundo del trabajo. Comisión Nacional para la Prioridad Juventud, Sector Mundo del Trabajo, Buenos Aires 1985.
- (als Mitverfasser) Comentario al Catecismo de la Iglesia Católica. Paulinas, Buenos Aires 1996, ISBN 978-950-09-1148-1.
- Escritos teológico-pastorales (Gesammelte Werke). Herausgegeben von Virginia Azcuy, Carlos María Galli, Marcelo González und José Carlos Caamaño.
  - Bd. 1: Del Preconcilio a la Conferencia de Puebla (1956-1981). Ágape Libros, Buenos Aires 2006. ISBN 978-987-1204-36-6 (928 Seiten).
  - Bd. 2: De la Conferencia de Puebla a nuestros días (1982-2007). Ágape Libros, Buenos Aires 2007. ISBN 978-987-1204-70-0 (1030 Seiten).
- Eucarestía y vida cotidiana. In: José Carlos Caamaño, Juan Guillermo Durán, Fernando Ortega, Federico Tavelli (Hg.): Pontificia Universidad Católica Argentina. 100 años de la Facultad de Teología. Memoria, presente, futuro. Agape Libros, Buenos Aires 2015, ISBN 978-987-640-391-7, S. 389–412.
- Chiesa, teologia e liberazione in America Latina. Edizioni Dehoniane Bologna (EDB), Bologna 2015, ISBN 978-88-10-56013-6.

### Bibliographie
Eine über 100 Schriften (bis 1996) umfassende Bibliographie findet sich in der Festschrift Presente y futuro de la teología en Argentina. Homenaje a Lucio Gera. Paulinas, Buenos Aires 1997, S. 515–520.

### Sekundärliteratur
- Virginia Azcuy: La recepción del Vaticano II en la teología argentina. Testimonios seleccionados de Lucio Gera. In: José Carlos Caamaño, Juan Guillermo Durán, Fernando Ortega, Federico Tavelli (Hg.): Pontificia Universidad Católica Argentina. 100 años de la Facultad de Teología. Memoria, presente, futuro. Agape Libros, Buenos Aires 2015, ISBN 978-987-640-391-7, S. 465–492.
- Virginia Azcuy: Lucio Gera: ¿Un “Maestro en Teología” según Francisco? Una figura teológica latinoamericana. In: Margit Eckholt, Vicente Durán Casas (Hrsg.): Religión como fuente para un desarrollo liberador. 50 años de la Conferencia del Episcopado Latinoamericano en Medellín. Continuidades y rupturas. Editorial Pontificia Universidad Javeriana, Bogotá 2020, ISBN 978-958-781-533-7, S. 256–266.
- Daniel Deckers: Papst Franziskus. Wider die Trägheit des Herzens. Eine Biographie. C.H. Beck, München 2014, ISBN 978-3-406-66772-5, S. 89–94 und 98–100.
- Margit Eckholt: „... bei mir erwächst die Theologie aus der Pastoral“. Lucio Gera – ein „Lehrer in Theologie“ von Papst Franziskus. In: Stimmen der Zeit, Bd. 232 (2014), S. 157–172.
- Ricardo Ferrara, Carlos María Galli (Hg.): Presente y futuro de la teología en Argentina. Homenaje a Lucio Gera. Paulinas, Buenos Aires 1997, ISBN 950-09-1208-2.
- Ministerio peregrino y mendicante. Lucio Gera, 50 años de sacerdocio. Sonderheft der Zeitschrift Nuevo Mundo. Revista Teológica Latinoamericana (ISSN 0327-7097), Bd. 55, 1998.
- Juan Carlos Scannone: Lucio Gera: Un teologo «dal» popolo. In: La Civiltà Cattolica, Nr. 3954 vom 21. März 2015, S. 539–550.